# Apolo Heringer Lisboa
Apolo Heringer Lisboa (Rio de Janeiro, 16 de fevereiro de 1943) é um médico sanitarista, ambientalista, escritor e professor universitário brasileiro. É reconhecido pela criação do Projeto Manuelzão, de despoluição do Rio das Velhas.

## Biografia
De origem étnica diversa e plural, Apolo nasceu no Rio de Janeiro, mas se sente mineiro, pois voltou com a família para Minas Gerais ainda pequeno, crescendo nas cidades de Salinas e Belo Horizonte. É o mais velho de doze filhos do casal Abdênago Lisboa e Iraci Heringer; seu pai descende de famílias caetiteenses (José Antônio Gomes Neto), sendo seu avô Octacílio Lisboa primo do médico Antônio Rodrigues Lima e seu irmão também médico que governou a Bahia, Joaquim Manoel.
Enquanto estudava no curso de Medicina na Universidade Federal de Minas Gerais (UFMG), instaurou-se no Brasil a ditadura militar. Naqueles anos,  participou inicialmente da resistência armada ao regime, de forma espontânea, como povo. Mais tarde integrou a direção da Organização Revolucionária Marxista Política Operária (POLOP), onde tinha a missão de mobilizar jovens estudantes. Tinha 21 anos de idade quando conheceu a futura presidenta Dilma Rousseff, que era então uma secundarista de 16 anos. Segundo Dilma, Apolo foi  seu "guru". Embora a revista IstoÉ diga que ele havia se enamorado pela doutrinanda, nunca manifestou esse interesse a ela que, segundo declarou  "...era muito dedicada, organizada e discreta." (...) "Tinha consciência do momento histórico e não trocava suas tarefas por nenhuma festinha."
Durante a ditadura, sendo um dos expoentes à resistência em Belo Horizonte, foi preso algumas vezes. Mais tarde, após longa clandestinidade no Rio de Janeiro, foi  exilado, tendo vivido vários anos no Chile, na Argentina,  Argélia e na Europa. Na Argélia,  como bolsista do ministério da saúde daquele país,  realizou sua residência médica em pneumotisiologia no Centre Hospitalier Universitaire d'Algerie (1974-1979). Ainda no período de exílio, fez aperfeiçoamento em pneumologia, no Hospital Pitié-Salpêtriére (1976), e especialização em estatística e epidemiologia pela Universidade Livre de Bruxelas (1978-1979).  De volta ao Brasil, Lisboa obteve seu mestrado em Medicina Veterinária na UFMG, tendo apresentado monografia sobre o diagnóstico de pacientes com cólera (1993) .  Posteriormente, obteve o doutorado (2012) em  Educação, também pela UFMG, com a tese "Projeto Manuelzão: uma estratégia socioambiental de transformação da mentalidade social".
Apolo tornou-se  conhecido pelo Projeto Manuelzão, de despoluição do Rio das Velhas  (Minas Gerais). O Projeto refere-se à mobilização da sociedade para a recuperação hidro-ambiental do Rio das Velhas. Embora seu objetivo específico e operacional  seja o de promover a volta dos peixes ao rio, o objetivo geral é transformar a mentalidade da população  da bacia hidrográfica,  com respeito à recuperação ambiental.
Foi um dos fundadores do Partido dos Trabalhadores (PT), mas deixou o partido em 1988 por divergências ideológicas.
Desde 1980 é professor  da disciplina Internato em Saúde Coletiva da faculdade em que se formou. Ali idealizou o Projeto Manuelzão (nome alusivo ao vaqueiro, personagem de Guimarães Rosa),  para a despoluição do Rio das Velhas, implementado a partir de  1997.
No ao de 2013, Apolo Lisboa foi escolhido a Personalidade Ambiental do ano no Brasil, pela comissão que concede o Prêmio Hugo Werneck de Sustentabilidade e Amor à Natureza, promovido pela sucursal brasileira da AES Corporation.
Em 2014, integrando o Partido Socialista Brasileiro (PSB), Apolo chegou a ser pré-candidato ao governo de Minas. No ano de 2022, filiado ao Partido Verde (PV) candidata-se a Deputado Federal por Minas Gerais.